# Kenessa (Luzk)

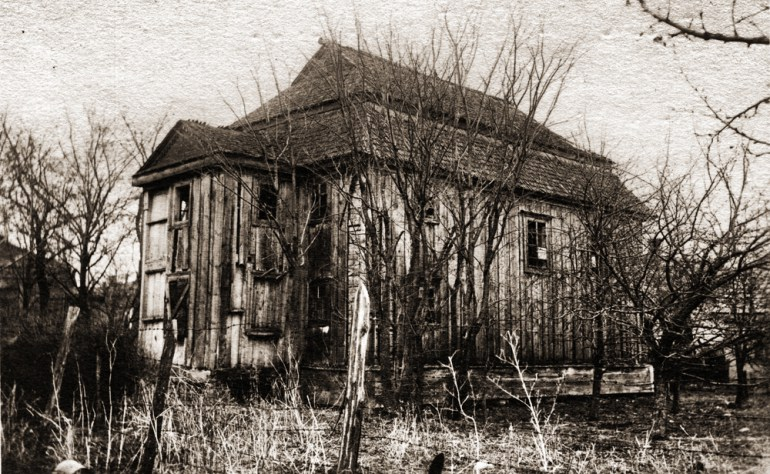
Kenessa ca. 1920 bis 1930

Die Kenessa in der ukrainischen Stadt Luzk in der Oblast Wolyn war eine karäische Kenessa (Synagoge). Das hölzerne Gebäude von 1814 wurde 1972 durch ein Feuer zerstört.

## Geschichte
Die erste Erwähnung einer Kenessa in Luzk stammt aus dem Jahr 1620. Nach einem Feuer 1700 wurde sie 1715 neu errichtet. Ein Feuer 1814 zerstörte sie wiederum. Das Innere der danach wieder aufgebauten Kenessa wurde im Ersten Weltkrieg von österreichischen Truppen verwüstet und es wurden von diesen Kultgegenstände entwendet.
Bei den Renovierungen ab Beginn der 1920er Jahre wurden mehrere Änderungen vorgenommen, wenn auch nicht in dem Maße, wie sie gewünscht waren.
Zu Beginn des Zweiten Weltkriegs lebten 60 Karäer in Luzk. Nachdem Luzk nach dem Krieg zur Sowjetunion gekommen war, wurden die Verbliebenen nach Polen und hier nach Niederschlesien ausgesiedelt. Die Kenessa stand danach leer. Sie wurde durch einen Brand 1972 endgültig zerstört.
Dass das Gebäude anders als nahezu alle Holzsynagogen in den von den Deutschen besetzten Gebieten nicht vollständig zerstört wurde, und auch dass die Menschen nicht ausnahmslos dem Holocaust zum Opfer fielen, lag wohl daran, dass die Karäer nach der Rassenideologie der Nationalsozialisten nicht als Juden galten.

## Architektur

### Äußeres
Das rechteckige hölzerne Gebäude bestand aus dem hohen, nahezu quadratischen Gebetsraum der Männer sowie davor dem Vestibül, über dem sich der Gebetsraum der Frauen befand. Dieser hatte schmale Öffnungen zum Hauptsaal hin, außerdem eine vorgelagerte Empore für einen Chor. Vom Vestibül führte eine Treppe zu den Frauenräumen und (durch diese) zur Empore.
Ein schmaler Anbau im Westen hatte die gleiche Höhe wie das ganze Gebäude und führte zum Vestibül.
Der Gebetsraum der Männer hatte auf den drei Seiten im Norden, Osten und Süden je zwei rechteckige Fenster; die zwei Stockwerke von Vestibül und Frauenraum hatten zwei kleinere Fenster auf jeder Seite.
Das Dach war zweistufig mit einem Mansardendach und darüber einem Walmdach, das in ein Giebeldach überging. Der schmale Anbau im Westen hatte ein Giebeldach.
Bei den Umbauten und Renovierungen nach dem Ersten Weltkrieg wurden unter anderem die rechteckigen Fenster durch Rundbogenfenster ersetzt und der Anbau im Westen abgerissen und an seine Stelle ein Portikus mit einem Giebeldach errichtet.

### Inneres
Die Wände waren (hauptsächlich) mit Blumenornamenten verziert. Die Bima war ein einfacher Tisch, der mit einer Tischdecke bedeckt war. Für die Versammelten gab es feste Sitzreihen.
Der Toraschrein bestand aus vier Ebenen, die sich nach oben verjüngten und von Säulen eingerahmt waren. Die Torarollen selbst waren in der zweiten Ebene hinter einer geschnitzten Falttür. Darüber befanden sich die Gesetzestafeln. Unter diesen stand ein Spruch aus dem Talmud. Das ist sehr ungewöhnlich, da sich die Karäer nur auf die Tora beziehen und den Talmud ablehnen. Wahrscheinlich wurde der Toraschrein von einem Mitglied des Rabbinischen Judentums hergestellt, da die eigene Gemeinde zu klein war, um einen fähigen Handwerker zu finden.

## Bilder

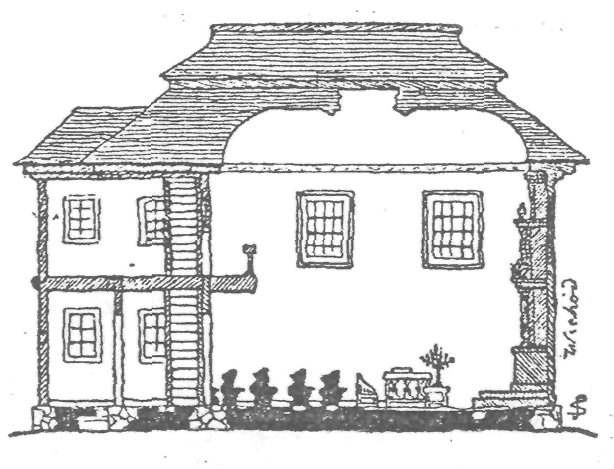
Plan 1912
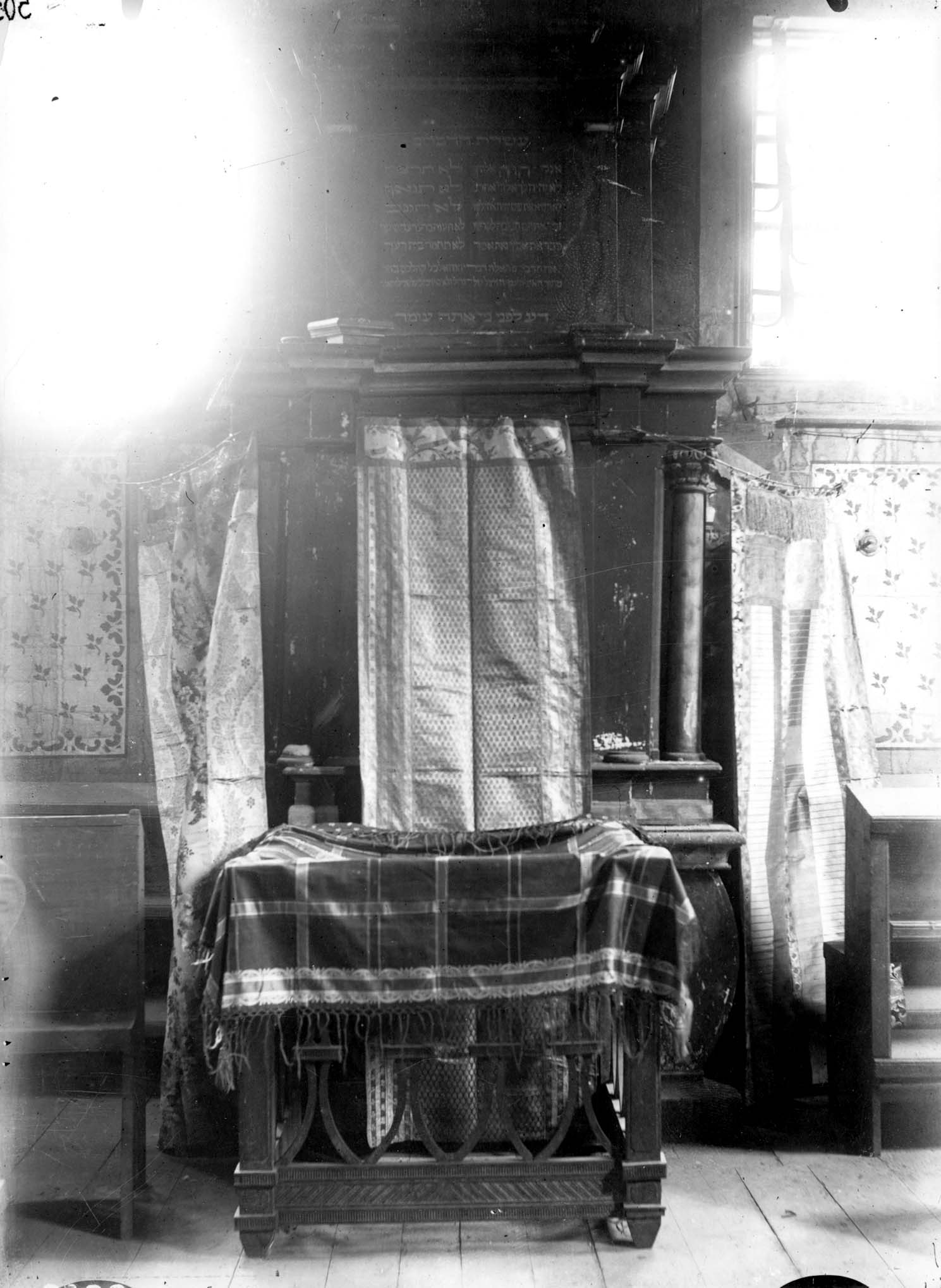
Bima 1920er Jahre
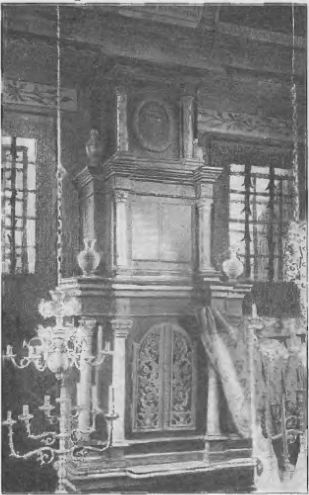
Toraschrein 1912
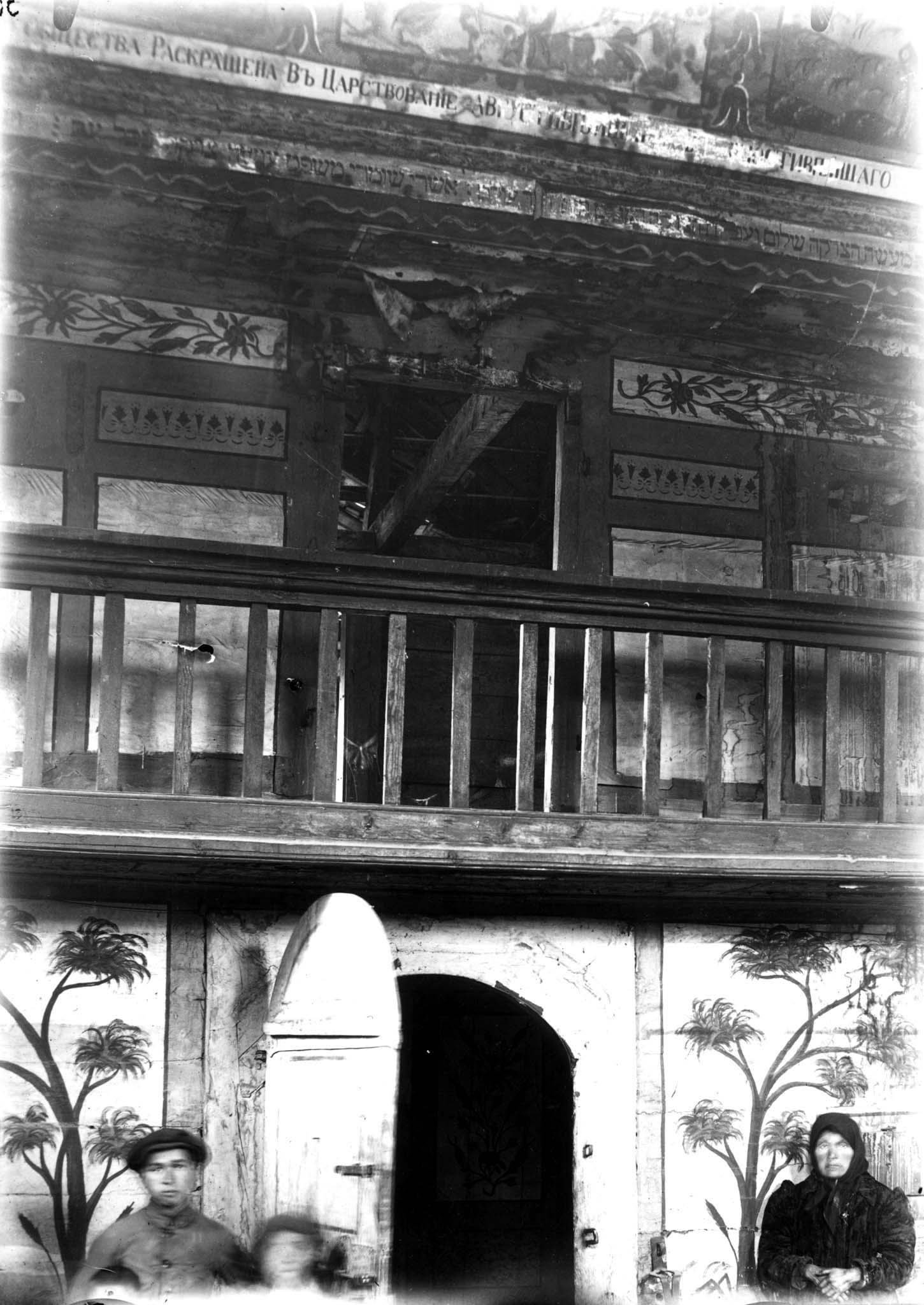
Empore 1920er Jahre
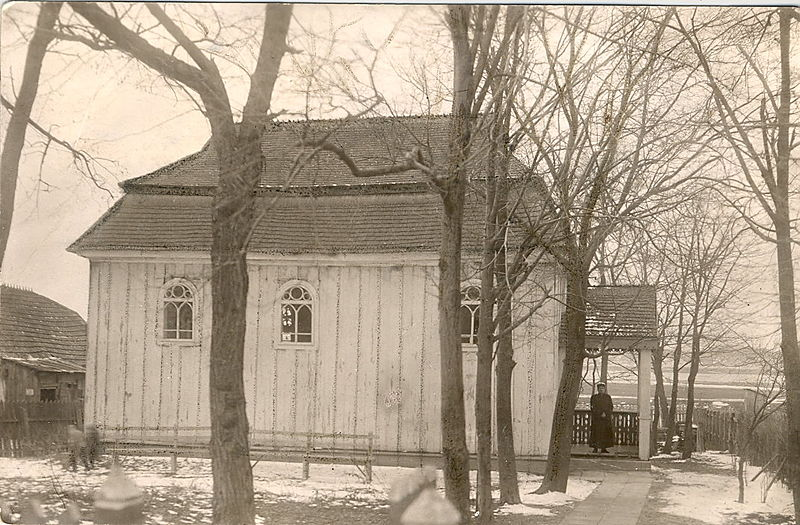
Kenessa Luzk nach 1929